# Filip III., španjolski kralj
Filip III. Habsburški (španj. Felipe III) (Madrid, 14. travnja 1578. – Madrid, 31. ožujka 1621.), kralj Španjolske i Portugala  (kao Filip II.) od 13. rujna 1598. do svoje smrti. Bio je sin i nasljednik Filipa II. i Ane Austrijske (1549. – 1580.). 1598. oženio se nadvojvotkinjom Margaritom Austrijskom, kćerkom nadvojvode Karla II. Štajerskog i Marije Ane Bavarske, unuke Ferdinanda II. Filip III. je započeo protjerivanje moriskosa 1609. godine koje će se završiti 1616. godine. U tom razdoblju, zemlju je napustilo oko 272.000 moriskosa.
Za njegove vladavine Španjolska Monarhija dostigla je najveću teritorijalnu ekspanziju.